# Capeta cachimbo
Capeta cachimbo är en spindelart som beskrevs av Ruiz, Brescovit 2006. Capeta cachimbo ingår i släktet Capeta och familjen hoppspindlar. Inga underarter finns listade.